# Большой Двор (Шекснинский район)
Большой Двор — деревня в Шекснинском районе Вологодской области.
Входит в состав сельского поселения Раменского, с точки зрения административно-территориального деления — в Раменский сельсовет.
Расстояние по автодороге до районного центра Шексны — 42 км, до центра муниципального образования Раменья — 5 км. Ближайшие населённые пункты — Горка, Большая Степановская, Левинская.
По переписи 2002 года население — 9 человек.